# Sulla
Sulla was het cognomen van een tak van de gens Cornelia. bekende dragers van dit cognomen zijn:
- Publius Cornelius Sulla (praetor in 212 v.Chr.);
- Lucius Cornelius Sulla Felix, de dictator;
- Faustus Cornelius Sulla (quaestor in 54 v.Chr.), zoon van de voorgaande;
- Publius Cornelius Sulla (consul designatus in 65 v.Chr.);
- Lucius Cornelius Sulla (consul in 5 v.Chr.);
- Publius Cornelius Sulla;
- Faustus Cornelius Sulla (senator), zoon van de voorgaande en vader van de volgende;
- Faustus Cornelius Sulla (consul suffectus in 31 n.Chr.);
- Cornelius Sulla Felix;
- Faustus Cornelius Sulla Felix, consul in 52 n.Chr.;
- Lucius Cornelius Sulla Felix (consul in 33 n.Chr.)
- Cornelia Sulla
- Pompeia Sulla